# Aki nem lép egyszerre
Az Aki nem lép egyszerre kezdetű egysoros magyar népdal dallamát Kodály Zoltán gyűjtötte Nagyszalontán. A szöveg Szendrey Ákos kéziratos Nagyszalontai gyermekjáték-gyűjteményéből való Peszternákum peszternák szövegkezdettel.
A dal akár nyolc szólamú kánonban is énekelhető.
Feldolgozás:
| Szerző        | Mire                | Mű                           |
| ------------- | ------------------- | ---------------------------- |
| Ludvig József | ének, gitárakkordok | Kis kacsa fürdik…, 29. oldal |

## Kotta és dallam
| Aki nem lép egyszerre, nem kap rétest estére, mert a rétes nagyon jó, katonának az való. | Nem megyünk mi messzire, csak a világ végére. Ott sem leszünk sokáig, csak tizenkét óráig. |

A Szendrey Ákos könyvében található szövegek:
| Peszternákum peszternák, jönnek mán a katonák. Főzzünk nekik galuskát, mindenféle káposztát.                                             | Eszternákum peszternák, most jönnek a katonák. Megverik a rézdobot, kihíjják a hadnagyot. Hadnagy uram, jó napot, aggyik egy kis cibakot. Mer ha nem ád cibakot, betöröm az ablakot. |
| Sárgarípa, peszternák, jönnek már a katonák. Akki nem líp eccerre, nem kap rítest estére. Mer a rítes nagyon jó, rossz bakának nem való. | |

A peszternákum peszternák játékos szóképzés. Cibak (cvibak, Zwieback): kétszersült.

## Felvételek
- Aki nem lép egyszerre. YouTube (2013. október 9.)  (Hozzáférés: 2016. augusztus 9.) (audió) ének
- Fehér liliomszál - Bársony ibolyácska - Aki nem lép egyszerre. MR Kamaraegyüttese  YouTube (2004. február 3.)  (Hozzáférés: 2016. augusztus 9.) (audió) 0:52–1:20. egy szólamú gyermekkar
- Aki nem lép egyszerre. Ovitévé  YouTube (2012. szeptember 28.)  (Hozzáférés: 2016. augusztus 9.) (videó) egy szólamú gyermekkar, zenekar
- Aki nem lép egyszerre II. Mikó István, Radványi Balázs, Eszményi Viktória, Péterdi Péter  YouTube (1990. június 28.)  (Hozzáférés: 2016. augusztus 9.) (audió) ének, zenekar
- Pál Kata Péter jó reggelt Hopp Juliska Aki nem lép. Fülemüle Zenekar  YouTube (2014)  (Hozzáférés: 2016. augusztus 9.) (videó) 2:18-tól. ének, zenekar
- Aki nem lép egyszerre. Kispöndöly  YouTube (2013. május 24.)  (Hozzáférés: 2016. augusztus 9.) (videó) 1:48–2:17. egyszólamú gyermekkar, tánc
- Aki nem lép egyszerre. YouTube (1964. január 16.)  (Hozzáférés: 2016. augusztus 9.) (audió) trombita
- Aki nem lép egyszerre. Magyar Rádió Szimfornikus zenekara, Forrai Katalin Gyermekkara  YouTube (1959. augusztus 10.)  (Hozzáférés: 2016. augusztus 9.) (audió) 0:48-ig. egy szólamú gyermekkar, zenekar